# Ali Shariati
Alí Shariati (Kahak, Pèrsia, 3 de desembre de 1933 - Southampton, 19 de juny de 1977) va ser un sociòleg i militant polític iranià, considerat un dels ideòlegs de la Revolució iraniana de 1979, conegut pels seus treballs en l'àmbit de la sociologia de la religió.
Fill d'un mestre, va iniciar estudis de magisteri el 1950. Durant aquest període va col·laborar amb el periòdic de la província del Khorasan. El 1957 va ser detingut per primer cop juntament amb el seu pare a Mashad, acusat de mantenir activitats contra la monarquia iraniana.
El 1959 es va llicenciar en lletres i va viatjar a França, on va estudiar història i sociologia. Allà es va afiliar al Front Nacional d'Alliberament d'Algèria i va conèixer Franz Fanon i la seva obra Pell negra, màscares blanques. Es va doctorar el 1963 en lletres, a la universitat parisenca de La Sorbona. L'any següent va tornar a l'Iran, sent detingut a Bazargan per les autoritats que el van acusar d'haver-se involucrat en activitats polítiques subversives durant la seva estada a França.
Shariati va restar empresonat fins al 1965. A partir d'aquest any va començar a donar classes i conferències a Mashad i Teheran. Les seves obres més importants van veure la llum entre 1967 i 1973, any en el qual va ser detingut de nou pel règim de Pahlavi, que va prendre el seu pare com a ostatge. Van ser alliberats el 1975, tot prohibint a Shariati de tornar a ensenyar, publicar llibres o organitzar assemblees. Va restar a més sota l'estreta vigilància de la policia política estatal, la SAVAK.
El 1977, Ali Shariati, que no acceptava aquestes condicions, va decidir viatjar a Europa. La policia del xa va impedir que la seva dona marxés amb ell. El 19 de juny d'aquest mateix any, Shariati va morir a Londres. No s'ha pogut aclarir si va morir per causes naturals o si va ser assassinat per agents de la SAVAK, amb l'ajut de l'MI6.
Encara que va ser considerat un màrtir a partir de la revolució de 1979, Shariati va mantenir diferències amb Ruhol·lah Khomeini i amb la idea de l'aiatol·là d'un govern d'ulemes. Els seus debats a l'escola (erxad) Imam Hussayn de Teheran amb el clergue Morteza Motahari van marcar la diferència entre un islam popular i un altre jerarquitzat.